# Oude vuurtoren van Borkum
De oude vuurtoren van Borkum (Duits: Alter Leuchtturm Borkum) werd in 1576 als herkenningspunt door de stad Emden op het Oost-Friese Waddeneiland Borkum gebouwd. Tegelijkertijd diende hij als kerktoren van de historische hervormde kerk. Het nieuwe kerkgebouw werd ongeveer 100 meter van de oude vuurtoren gebouwd.
In eerste instantie was het bouwwerk een herkenningspunt. Pas in 1817 werd hij met een lichtbaken uitgerust. Er werd daartoe een glazen koepel, die met olielampen werd verlicht geplaatst. Vijftig jaar later werd de vuurtoren verbeterd en met een nieuw lenzensysteem bestaande uit fresnellenzen voorzien. In februari 1879 ontstond er in de wachtersruimte een brand, die ook op de daaronder gelegen olievoorraad oversloeg. De brand was zo heftig, dat de gehele binnenzijde van de toren beschadigd werd.
De functie als vuurtoren kreeg het bouwwerk na de brand niet meer terug. Direct na de brand werd begonnen met de bouw van de nieuwe vuurtoren aan de toenmalige westrand van het dorp. Direct naast de oude vuurtoren bevinden zich tegenwoordig het Heimatmuseum Borkum en de voormalige begraafplaats. De oude vuurtoren van Borkum is tegenwoordig als oudste gebouw van Borkum het symbool van het eiland en als cultureel erfgoed beschermd volgens de Niedersächsisches Denkmalschutzgesetz. De toren is eigendom van de Heimatverein Borkum e. V.